# فرانك فرنانديز (ملحن)
فرانك فرنانديز هو ملحن وعازف بيانو كوبي، ولد في 1944.

## وصلات خارجية
- فرانك فرنانديز على موقع ميوزك برينز (الإنجليزية)
- فرانك فرنانديز على موقع ديسكوغز (الإنجليزية)